# Super Bowl XXIII
Super Bowl XXIII je bio završna utakmica 69. po redu sezone nacionalne lige američkog nogometa. U njoj su se sastali pobjednici NFC konferencije San Francisco 49ersi i pobjednici AFC konferencije Cincinnati Bengalsi. Pobijedili su 49ersi rezultatom 20:16, te tako osvojili svoj treći naslov prvaka.
Utakmica je odigrana na Joe Robbie Stadiumu u Miamiju u Floridi, kojem je to bilo šesto domaćinstvo Super Bowla, prvo na ovom stadionu.

## Tijek utakmice
| Četvrtina | Vrijeme | Momčad | Informacija o promjeni rezultata                                                               | Rezultat | Rezultat |
| Četvrtina | Vrijeme | Momčad | Informacija o promjeni rezultata                                                               | 49ers    | Bengals  |
| --------- | ------- | ------ | ---------------------------------------------------------------------------------------------- | -------- | -------- |
| 1         | 3:14    | SF     | field goal (Cofer)                                                                             | 3        | 0        |
| 2         | 1:15    | CIN    | field goal (Breech)                                                                            | 3        | 3        |
| 3         | 5:39    | CIN    | field goal (Breech)                                                                            | 3        | 6        |
| 3         | 0:50    | SF     | field goal (Cofer)                                                                             | 6        | 6        |
| 3         | 0:34    | CIN    | touchdown nakon vraćanja početnog udarca (Jennings), uspješan pokušaj za dodatni poen (Breech) | 6        | 13       |
| 4         | 14:03   | SF     | touchdown dodavanjem (Montana-Rice), uspješan pokušaj za dodatni poen (Cofer)                  | 13       | 13       |
| 4         | 3:20    | CIN    | field goal (Breech)                                                                            | 13       | 16       |
| 4         | 0:34    | SF     | touchdown dodavanjem (Montana-Taylor), uspješan pokušaj za dodatni poen (Cofer)                | 20       | 16       |

## Statistika utakmice

### Statistika po momčadima
| Statistika                                                      | San Francisco 49ers | Cincinnati Bengals |
| --------------------------------------------------------------- | ------------------- | ------------------ |
| Prvih pokušaja                                                  | 23                  | 13                 |
| Ukupno osvojenih jardi                                          | 454                 | 229                |
| Broj napada probijanjem                                         | 28                  | 28                 |
| Ukupno jardi osvojenih probijanjem                              | 111                 | 106                |
| Broj napada s kompletiranim dodavanjem/ukupno napada dodavanjem | 23/36               | 11/25              |
| Ukupno jardi osvojenih dodavanjem                               | 343                 | 123                |
| Izgubljenih lopti                                               | 1                   | 1                  |
| Prekršaji (izgubljenih jardi)                                   | 3 (18)              | 6 (63)             |
| Vrijeme posjeda lopte (min:s)                                   | 27:17               | 32:43              |

### Statistika po igračima
| Quarterback          | Dodavanja* | Yds** | TD*** | Int**** |
| -------------------- | ---------- | ----- | ----- | ------- |
| Joe Montana (SF)     | 23/36      | 357   | 2     | 0       |
| Boomer Esiason (CIN) | 11/25      | 144   | 0     | 1       |

Napomena: * - broj kompletiranih dodavanja/ukupno dodavanja, ** - ukupno jardi dodavanja, *** - broj touchdownova (polaganja), **** - broj izgubljenih lopti